# Воклюз
Воклю́з (фр. Vaucluse, окс. Vauclusa) — департамент на юге Франции в регионе Прованс — Альпы — Лазурный Берег; порядковый номер — 84; административный центр — Авиньон (префектура). Население — 555 240 человек (48-е место среди французских департаментов, данные 2010 года).

## География
Площадь территории — 3567 км². Вдоль западной границы департамента протекает река Рона, вдоль южной — Дюранс. На территории департамента известны выходы мощных карстовых источников, получивших в геологической и географической литературе название Воклюзских источников (Воклюз).
Департамент включает 3 округа (Авиньон, Апт и Карпантра), 24 кантона и 151 коммуну.

## История
Воклюз образован в 1793 году из областей, отделившихся от департаментов Буш-дю-Рон, Дром и Нижние Альпы (ныне — Альпы Верхнего Прованса). Находится на территории бывшей провинции Прованс. Название происходит от одноимённой деревни, латинское название которой звучало как Vallis Clausa («закрытая долина»).

## Родились
- Фелисьен Сезар Давид — композитор

- Жак Польж — парфюмер